# Marija Šerifović
Marija Šerifović (født 14. november 1984) er en serbisk sangerinde, der vandt Eurovision Song Contest 2007 med balladen "Molitva".